# Benthamia drummondii
Oligophyton drummondii là một loài thực vật có hoa trong họ Lan. Loài này được (H.P.Linder & G.Will.) Szlach. & Rutk. mô tả khoa học đầu tiên năm 2000.